# Primera Liga de la República Srpska
La Primera Liga de la República Srpska (en serbio: Прва лига Републике Српске / Prva liga Republike Srpske) es una liga de fútbol a nivel de clubes de Bosnia y Herzegovina. Fue creada en 1992 y junto a la Primera Liga de la Federación de Bosnia y Herzegovina forman la segunda categoría del campeonato de fútbol bosnio.
Antes de 2002, en el período en el que había tres ligas en el país diferenciadas por grupos étnicos, la Primera Liga de la República Srpska era la máxima competición a nivel de clubes de la República Srpska, aunque la liga no estaba reconocida por la UEFA. En 2002, los principales equipos de la República Srpska entraron a formar parte de la Premijer Liga y la Primera Liga de la República Srpska quedó en el segundo nivel del sistema de ligas bosnio. La competición aún pertenece a la Asociación de Fútbol de la República Srpska.
La liga está formada por 16 equipos (se ampliaron desde los 10 que había en 2019-20 debido a la pandemia del Covid-19) y cada uno disputa un total de 30 partidos durante la temporada regular (a modo de ida y vuelta). El campeón de liga asciende automáticamente a la Premijer Liga, la máxima competición de Bosnia y Herzegovina. Los equipos descendidos bajan a la Segunda Liga de la Federación de Bosnia y Herzegovina. El número de clubes que desciende cada año varía, de tres a cuatro equipos.

## Clubes 2024–25
| Club                      | Ciudad           |
| ------------------------- | ---------------- |
| FK Borac Kozarska Dubica  | Kozarska Dubica  |
| BSK Banja Luka            | Banja Luka       |
| FK Drina HE Višegrad      | Višegrad         |
| FK Drina Zvornik          | Zvornik          |
| FK Famos Vojkovići        | Istočno Sarajevo |
| FK Kozara Gradiška        | Gradiška         |
| FK Laktaši                | Laktaši          |
| FK Leotar                 | Trebinje         |
| FK Ljubić Prnjavor        | Prnjavor         |
| FK Romanija Pale          | Pale             |
| FK Rudar Prijedor         | Prijedor         |
| FK Slavija Sarajevo       | Istočno Sarajevo |
| FK Sloboda Mrkonjić Grad  | Mrkonjić Grad    |
| FK Sloboda Novi Grad      | Novi Grad        |
| FK Sutjeska Foča          | Foča             |
| FK Velež Nevesinje        | Nevesinje        |
| FK Željezničar Banja Luka | Banja Luka       |
| FK Zvijezda 09            | Ugljevik         |

## Campeones
Listado de los campeones de liga:
- 1995–96 - FK Boksit Milići
- 1996–97 - FK Rudar Ugljevik
- 1997–98 - FK Rudar Ugljevik
- 1998–99 - FK Radnik Bijeljina
- 1999–00 - FK Boksit Milići
- 2000–01 - FK Borac Banja Luka
- 2001–02 - FK Leotar Trebinje

Desde la temporada 2002–03 la liga pasó a ser una competición de segunda división. Los campeones de liga ascienden a la Premijer Liga.
- 2002–03 - FK Modriča Maxima
- 2003–04 - FK Slavija
- 2004–05 - FK Radnik Bijeljina
- 2005–06 - FK Borac Banja Luka
- 2006–07 - FK Laktaši
- 2007–08 - FK Borac Banja Luka
- 2008–09 - FK Rudar Prijedor
- 2009–10 - FK Drina Zvornik
- 2010–11 - FK Kozara Gradiška
- 2011–12 - FK Radnik Bijeljina
- 2012–13 - FK Mladost Velika Obarska
- 2013–14 - FK Drina Zvornik
- 2014-15 - FK Rudar Prijedor
- 2015-16 - FK Krupa
- 2016-17 - FK Borac Banja Luka
- 2017-18 - Zvijezda 09
- 2018-19 - Borac Banja Luka
- 2019-20 - FK Krupa
- 2020-21 - FK Rudar Prijedor
- 2021-22 - FK Krupa
- 2022-23 - FK Krupa
- 2023-24 - FK Radnik Bijeljina
- 2024-25 - FK Laktaši

## Títulos por club
| Club                   | Títulos | Año                          |
| ---------------------- | ------- | ---------------------------- |
| Borac Banja Luka       | 5       | 2001, 2006, 2008, 2017, 2019 |
| Krupa                  | 4       | 2016, 2020, 2022, 2023       |
| Radnik Bijeljina       | 4       | 1999, 2005, 2012, 2024       |
| Rudar Prijedor         | 3       | 2009, 2015, 2021             |
| Boksit Milići          | 2       | 1996, 2000                   |
| Rudar Ugljevik         | 2       | 1997, 1998                   |
| Drina Zvornik          | 2       | 2010, 2014                   |
| Leotar                 | 1       | 2002                         |
| FModriča Maxima        | 1       | 2003                         |
| Slavija                | 1       | 2004                         |
| Laktaši                | 1       | 2007                         |
| Kozara Gradiška        | 1       | 2011                         |
| Mladost Velika Obarska | 1       | 2013                         |
| Zvijezda 09            | 1       | 2018                         |